# Landes-Vieilles-et-Neuves
Landes-Vieilles-et-Neuves – miejscowość i gmina we Francji, w regionie Normandia, w departamencie Sekwana Nadmorska.
Według danych na rok 1990 gminę zamieszkiwało 148 osób, a gęstość zaludnienia wynosiła 21 osób/km² (wśród 1421 gmin Górnej Normandii Landes-Vieilles-et-Neuves plasuje się na 751. miejscu pod względem liczby ludności, natomiast pod względem powierzchni na miejscu 533.).